# The California Oil Crooks
The California Oil Crooks è un cortometraggio muto del 1913 diretto da George Melford e prodotto dalla Kalem.

## Produzione
Il film fu prodotto dalla Kalem Company.

## Distribuzione
Distribuito dalla General Film Company, il film - un cortometraggio di una bobina -  uscì nelle sale cinematografiche statunitensi il 12 aprile 1913.